# Большероманово
Большерома́ново (рос. Большероманово) — присілок у складі Підосиновського району Кіровської області, Росія. Входить до складу Утмановського сільського поселення.
Населення становить 156 осіб (2010, 166 у 2002).
Національний склад станом на 2002 рік — росіяни 98 %.